# Vrućica štakorskog ugriza
Vrućica štakorskog ugriza bakterijska je zarazna bolest.
Do 10% ugriza štakora ima za posljedicu prijenos vrućice štakorskog ugriza na ljude. S druge strane, kod mikrobiološki dokazanih slučajeva ne mora postojati podatak o ugrizu štakora. I streptobacilarni i spirilarni oblik bolesti pogađaju uglavnom urbano stanovništvo u uvjetima prenaseljenosti i osoblje biomedicinskih laboratorija. Streptobacilarni je oblik češći. 

## Streptobacilarna vrućica štakorskog ugriza
Vrućica štakorskog ugriza uzrokovana pleomorfnim gram-negativnim bacilom Streptobacillus moniliformis.
S. moniliformis se nalazi u ždrijelu zdravih štakora. Epidemije su moguće nakon ingestije nepasteriziranog mlijeka kontaminiranog sa S. moniliformis (Haverhillska vrućica), no infekcija je obično posljedica ugriza divljeg štakora ili miša; ponekad i drugih glodavaca ili lasica.
Primarna rana obično brzo zacijeli, no nakon inkubacijskog razdoblja koje traje od 1 do 22 (obično <10) dana, naglo se razvija sindrom sličan virusnoj bolesti sa zimicama, vrućicom, povraćanjem, glavoboljom, bolom u križima i artralgijama. Nakon otprilike 3 dana, kod većine bolesnika pojavljuje se morbiliformni, petehijalni osip na šakama i stopalima. Poliartralgija ili artritis koji obično asimetrično zahvaćaju velike zglobove, pojave se kod mnogih bolesnika unutar tjedan dana i ako se ne liječe, mogu trajati nekoliko dana ili mjeseci. Bakterijski endokarditis i apscesi mozga ili drugih tkiva su rijetke ali ozbiljne komplikacije. Neki bolesnici imaju inficirani perikardijalni izljev i inficiranu amnionsku tekućinu.
Dijagnoza se potvrđuje izolacijom mikroorganizma iz krvi ili zglobne tekućine. Mjerljiva razina aglutinina pojavljuje se za vrijeme 2. ili 3. tjedna, što je dijagnostički važno u slučaju porasta titra. Broj leukocita kreće se u rasponu od 6.000 do 30.000/μL. Streptobacilarni se oblik obično može klinički razlikovati od spirilarnog oblika, no može se zamijeniti s pjegavom vrućicom Stjenjaka (Rocky Mountain Spotted Fever), infekcijama uzrokovanima coxackie B virusom i meningokokcemijom.
Liječenje se provodi prokain penicilinom G 1,2 milijuna i.j./dan IM ili penicilinom V 2 gr/dan PO, kroz 7 do 10 dana. Eritromicin 2 gr/dan PO može se primijeniti kod bolesnika alergičnih na penicilin. 

## Spirilarna vrućica štakorskog ugriza (Sodoku)
Vrućica štakorskog ugriza koju uzrokuje Spirillum minus.
S. minus infekcija prenosi se štakorskim ili ponekad, mišjim ugrizom. Rana obično brzo zacijeli, no na mjestu ugriza ponovno se pojavljuje inflamacija nakon inkubacije od 4 do 28 (obično >10) dana, praćena ponovnom vrućicom i regionalnim limfadenitisom. Ponekad se pojavljuje ružičasto-urtikarijalni osip, no on je manje izražen od streptobacilarnog osipa. Uobičajeno je da sistemski simptomi prate vrućicu, no artritis je rijedak. 
Dijagnoza se postavlja nalazom spiriluma u krvnom razmazu ili tkivu uzetom iz lezije ili limfnog čvora ili u krvi dobivenoj iz inokuliranog miša, koja se mikroskopira u tamnom polju ili se oboji po Giemsi. Broj leukocita se kreće između 5.000 i 30.000/μL. VDRL test je lažno pozitivan u polovice bolesnika. Bolest se može lako zamijeniti s malarijom, meningokokcemijom ili infekcijom s Borreliom recurrentis, što su sve bolesti karakterizirane rekurentnom vrućicom. Kod neliječenih bolenika, ciklusi vrućice koji traju 2 do 4 dana, obično se ponavljaju kroz 4 do 8 tjedana, no febrilne epizode rijetko rekuriraju više od 1 godine. 
Liječenje se provodi prokain penicilinom G 1,2 milijuna i.j./dan IM ili penicilinom V 500 mg PO 4 puta na dan. Kod bolesnika alergičnih na penicilin, može se primijeniti tetraciklin 500 mg PO 4 puta na dan. Liječenje treba trajati 14 dana; ako postoji endokarditis, potrebna je duža terapija, koja u početku mora biti parenteralna.